# Tetracis crocallata
Tetracis crocallata är en fjärilsart som beskrevs av Achille Guenée 1858. Tetracis crocallata ingår i släktet Tetracis och familjen mätare. Inga underarter finns listade i Catalogue of Life.